# 航海十二星座

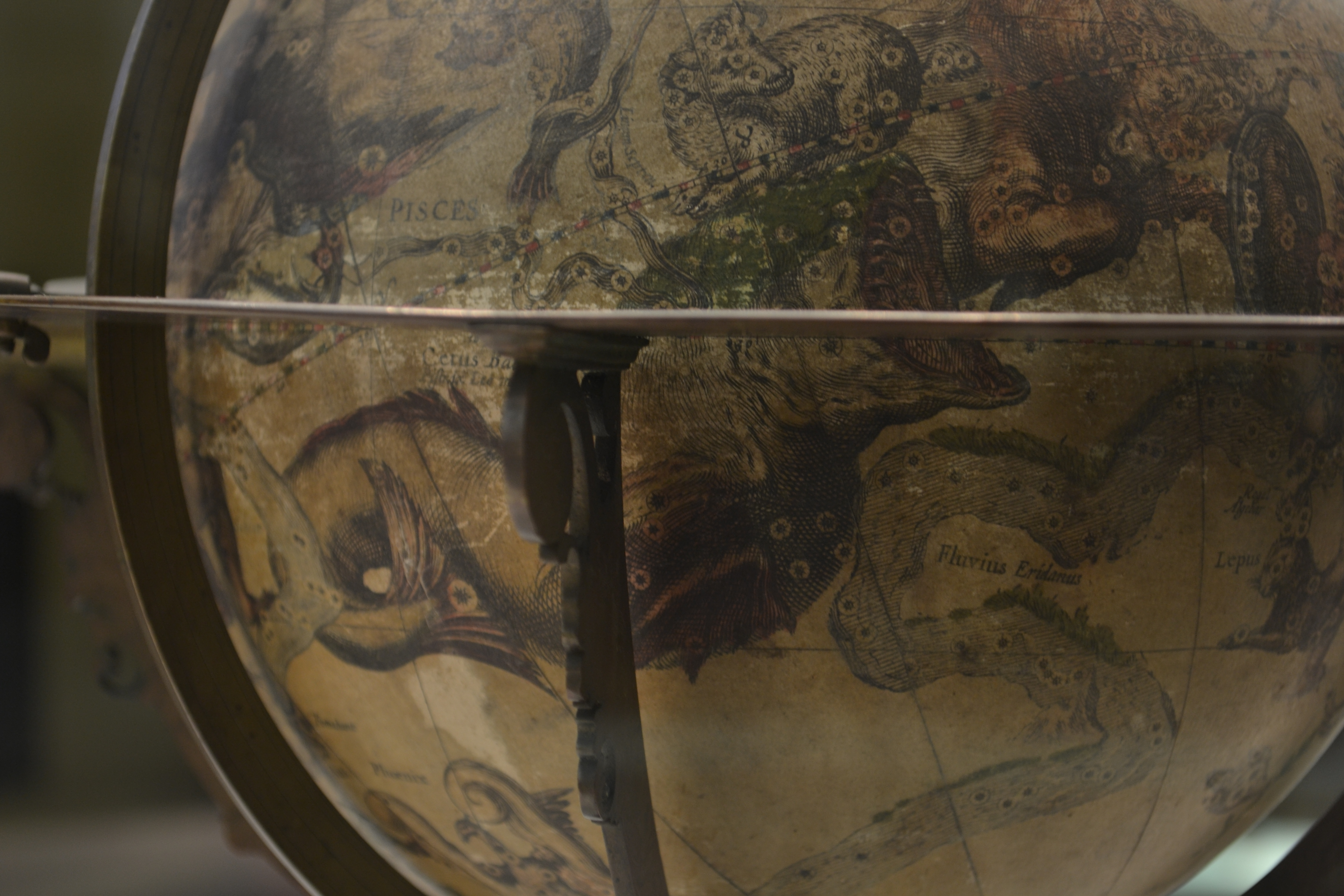
1601年洪迪乌斯制作的天球仪。左下角可隐约看见航海星座之凤凰座

航海十二星座，指的是根据16世纪末荷兰人首次远航东印度时的观察结果设立的12个靠近南天极的星座，均属于国际天文学联合会指定的88个现代星座。

## 历史

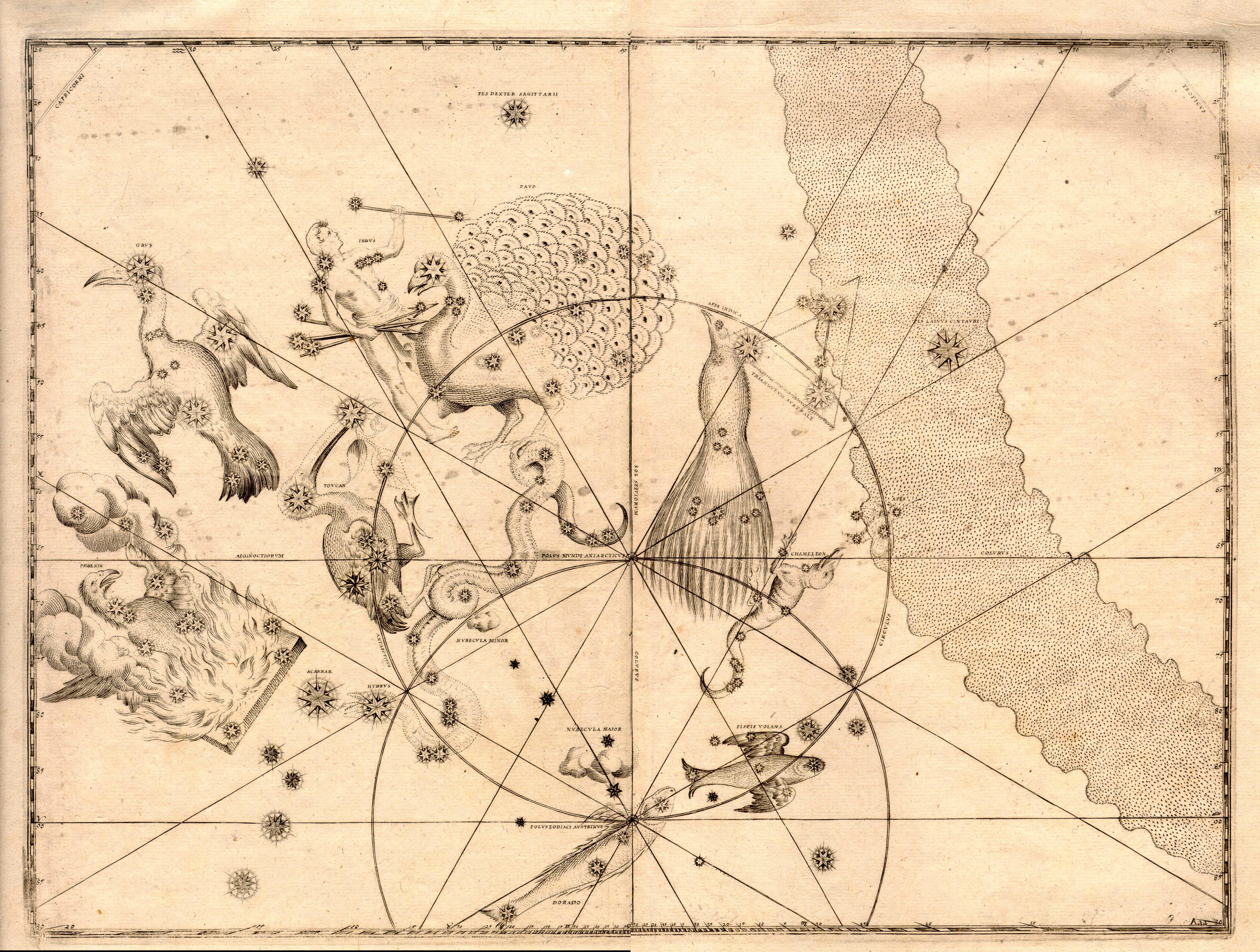
拜耳《测天图》中的南天星空，绘有航海十二星座

中东、欧洲和中国古代都有观测星空、记录天体位置、划分星群的传统，但由于地处北半球中纬度地区，难以观察到靠近南天极的星座。直到大航海时代兴起，这一情况才发生改变。
1595年，荷兰阿姆斯特丹的商人们为打破葡萄牙帝国对西欧—印度洋远航贸易的垄断，策划了荷兰人首次远航东印度的冒险活动。此次活动除了寻找香料的商业使命，也兼有科学考察之目的。为冒险提供航海图的制图师彼得鲁斯·普兰修斯，委托领航员彼得·凯泽对南天球的星星进行记录，并教授他观测星空所需的数学和天文学知识。1595年9月，船队抵达马达加斯加并驻留，凯泽在此期间进行了大量的天文观测。1596年9月，凯泽在巽他群岛去世。船队于1597年返回荷兰后，他的观测记录由弗雷德里克·德·豪特曼转交给普兰修斯。1598年，普兰修斯与约多库斯·洪迪乌斯合作，根据凯泽的观测记录，在阿姆斯特丹制造了第一个绘有航海十一星座的天球仪。由于凯泽的手稿已经散佚，因此并不清楚第一个创立航海星座——即将观测到的群星分组并命名——的人究竟是他还是普兰修斯。1603年，德国人约翰·拜耳出版了《测天图》，其中有一页为南天极星座图，乃根据普兰修斯天球仪上的数据所绘。航海十二星座于是首次出现在了印刷品上，从此在欧洲广泛传播开来。
天球仪制造者威廉·布劳苦于天体数据全部归普兰修斯所有，导致自己无法与洪迪乌斯竞争，于是委托德豪特曼在第二次远航中进行观测。德豪特曼在亚齐被俘虏了两年，在那里记录了星空。回到荷兰后，他于1603年出版了一本荷兰语-马来语词典，在附录中列出了星表及十二星座，与凯泽和普兰修斯的版本略有差异。
航海十二星座的知识通过在华耶稣会教士传到中国，由汤若望、罗雅谷等人进行中国化，增设为近南极星官。唯一例外的星官是小斗，并非翻译或仿造欧洲星座，而是另立名称。
普兰修斯绘制的十一星座，以及德豪特曼从中区分出的苍蝇座，全都沿用至今，均属于国际天文学联合会指定的88个现代星座。

## 星座列表
航海十二星座具体如下：
| 普兰修斯      | 普兰修斯 | 德豪特曼 | 德豪特曼 | 中国古代 星官  | 现代星座 中文正名 | 注释                                                                     |
| 象征          | 星数     | 象征     | 星数     | 中国古代 星官  | 现代星座 中文正名 | 注释                                                                     |
| ------------- | -------- | -------- | -------- | -------------- | ----------------- | ------------------------------------------------------------------------ |
| 鲯鳅          | 6        | 鲯鳅     | 4        | 金鱼           | 剑鱼座            | 现代星座之拉丁文名仍取自鲯鳅；中文正名取自西方天文史上的另一叫法         |
| 飞鱼          | 7        | 飞鱼     | 5        | 飞鱼           | 飞鱼座            | 现实中鲯鳅以飞鱼为食，故在星图上亦紧追在后                               |
| 变色龙        | 14       | 变色龙   | 9        | 小斗           | 蝘蜓座            |                                                                          |
| 变色龙        | 14       | 苍蝇     | 4        | 蜜蜂           | 苍蝇座            | 普兰修斯将捕食苍蝇的变色龙视为一个星座；中国星官名源于拜耳误认苍蝇为蜜蜂 |
| 天堂鸟 印度鸟 | 12       | 天堂鸟   | 9        | 异雀           | 天燕座            | 现代星座之拉丁文名仍取自天堂鸟                                           |
| 南三角        | 5        | 南三角   | 4        | 三角形         | 南三角座          |                                                                          |
| 水蛇          | 15       | 水蛇     | 15       | 蛇尾 蛇腹 蛇首 | 水蛇座            |                                                                          |
| 孔雀          | 16       | 孔雀     | 19       | 孔雀           | 孔雀座            |                                                                          |
| 印度人        | 12       | 印度人   | 11       | 波斯           | 印第安座          | 现代星座之拉丁文名仍取自印度人（指东印度土著）                           |
| 大嘴鸟        | 8        | 印度喜鹊 | 6        | 鸟喙           | 杜鹃座            | 现代星座之拉丁文名仍取自大嘴鸟                                           |
| 鹤            | 13       | 鹭       | 12       | 鹤             | 天鹤座            |                                                                          |
| 不死鸟        | 14       | 不死鸟   | 13       | 火鸟           | 凤凰座            |                                                                          |